# Ernst Leutert (Radsportler)
Ernst Leutert (* 27. Mai 1898 in Zürich; † 1966 in ebenda) war ein Schweizer Radrennfahrer und nationaler Meister im Radsport.

## Sportliche Laufbahn
Leutert war im Bahnradsport aktiv. Er nahm an den Olympischen Sommerspielen 1924 in Paris in der Mannschaftsverfolgung teil und belegte mit dem Bahnvierer der Schweiz (Emil Richli, Gottfried Weilenmann, Ernst Leutert und Arnold Nötzli) Platz 5. Dieses Team war identisch mit der Meisterschaftsmannschaft des «RV Zürich», die 1924 den nationalen Titel in der Mannschaftsverfolgung gewonnen hatte. 1921  gewann er die nationale Meisterschaft im Sprint der Amateure. 1923 gewann er diesen Titel erneut.